# 高斯引力常數

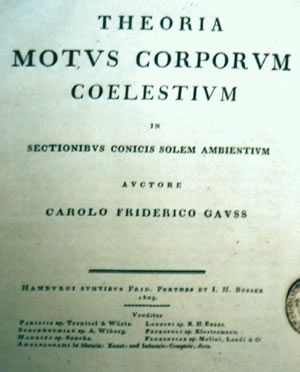
卡爾·弗里德里希·高斯於1809年在〈天體運動論〉一書裡引介「高斯引力常數」給世人.

高斯引力常數是卡爾·弗里德里希·高斯引入的以太陽系为單位的引力常數，其好處是不需要準確地知道在常用单位（如公制單位）下的太陽系的尺度或是太陽和行星的質量，就可以精確地描述行星的運動。
高斯使用下列的單位：
- 長度（A）：天文單位（地球繞太陽公轉的平均軌道半徑）。
- 時間（D）：平太陽日（相對於太陽，地球繞軸自轉的平均週期）。
- 質量（S）：太陽質量。

由克卜勒第三定律使用於地球的運動，他推導出他的引力常數：
k = 0.01720209895 A3/2 S−1/2 D−1.
在1939年，國際天文聯合會採納他上述的數值作為天文學上的常數，由此推導出天文單位，並不再實際定義地球到太陽的軌道。在近代的天體曆，地球的平均軌道軸比1天文單位略長一些，而且恆星年比1高斯年略短一些。
高斯並未完全了解實際的平太陽日會逐漸增長，和未察覺時鐘速率在相對論上的區別。以這個常數定義的日稍後被作為曆書時的依據，以這個常數定義的一日的1/86,400做為曆書時秒的單位；並且在現代的用法是作為質心力學時（TDB）的單位，並且曆表時秒的長度如同地球表面上的計時器測量的秒，被做為公制中秒的單位。

## 延伸閱讀
- Brumfiel, Geoff. . Nature. 2012-09-14: nature.2012.11416  [2022-04-17]. ISSN 0028-0836. doi:10.1038/nature.2012.11416. （原始内容存档于2022-04-20） （英语）.
- Seares, F. H. . Publications of the Astronomical Society of the Pacific. 1899-02, 11: 22  [2022-04-17]. Bibcode:1899PASP...11...22S. ISSN 0004-6280. doi:10.1086/121298. （原始内容存档于2022-04-17） （英语）.

## 外部連結
- Glossary entry Gaussian gravitational constant （页面存档备份，存于） at the US Naval Observatory's Astronomical Almanac Online （页面存档备份，存于）
- Gaussian Gravitational Constant, Wolfram ScienceWorld （页面存档备份，存于）